# GRU (Union soviétique)
Pour les articles homonymes, voir GRU.
La direction générale du renseignement (russe : Главное разведывательное управление, Glavnoïé Razvédyvatel'noïé Oupravlénié), abrégée GRU (russe : ГРУ), est le service de renseignement militaire de l'armée soviétique.

## Histoire
À l'origine, le renseignement militaire soviétique avait été créé sous les bolcheviks en novembre 1918, par l'ex-général blanc Semion Aralov. Ce service était alors la 4e direction principale de l'État-Major général de l'Armée rouge, chargée de la collecte du renseignement militaire. Contrairement à nombre de services de renseignements militaires, la GRU (ce nom lui a été donné pendant la Seconde Guerre mondiale) peut aussi rechercher des renseignements par le recrutement d'informateurs tel George Koval. Il est à cet effet concurrencé par le KGB. 
Les activités de Richard Sorge au Japon, celles de l'Orchestre rouge et du réseau d'Alexandre Radó et de sa source Lucy (Rudolf Roessler) en Europe, figurent parmi les opérations du GRU les plus célèbres pendant la Seconde Guerre mondiale. 
Quelques officiers de la GRU ont fait défection et/ou travaillé pour des pays étrangers lors de la guerre froide, dont Oleg Penkovsky exécuté en 1963.

## Organisation

### Dénominations
- 5 novembre 1918 : Reguistroupr (Reguistratsionnoïé oupravlénié, « direction des registres »)
- 4 avril 1921 : Razvedoupr (Razvedyvatel’noïé oupravlénié, « direction du renseignement »)
- Septembre 1926 : Quatrième direction (toujours surnommée « Razvedoupr » )
- 16 février 1942 : Direction générale du renseignement (GRU)[1]

### Directeurs
- Semion Ivanovitch Aralov (novembre 1918 – juillet 1919)
- Sergueï Ivanovitch Goussev (juillet 1919 – janvier 1920)
- Gueorgui Leonidovitch Piatakov (janvier – février 1920)
- Vladimir Khristianovitch Aoussev (février – août 1920)
- Ian Davidovitch Lentsman (août 1920 – avril 1921)
- Arvid Ianovitch Zeïbot (avril 1921 – mars 1924)
- Ian Karlovitch Berzine (avril 1924 – avril 1935)
- Semion Petrovitch Ouritski (avril 1935 – juin 1937)
- Ian Karlovitch Berzine (juin – août 1937)
- Aleksandr Matveïevitch Nikonov (1-5 août 1937) (interim)
- Semion Grigorievitch Guendine (septembre 1937 – octobre 1938) (interim)
- Aleksandr Grigorievitch Orlov (octobre 1938 – avril 1939) (interim)
- Ivan Iossifovitch Proskourov (avril 1939 – juillet 1940)
- Filipp Ivanovitch Golikov (juillet 1940 – juillet 1941)
- Alekseï Pavlovitch Panfilov (octobre 1941 – novembre 1942)
- Ivan Ivanovitch Ilitchiov (novembre 1942 – juin 1945) (chef du GRU de l'Armée rouge)
- Fiodor Fedotovitch Kouznetsov (novembre 1942 – juin 1945) (chef du renseignement de l'armée)
- Fiodor Fedotovitch Kouznetsov (juin 1945 – septembre 1947) (chef du renseignement de l'État-Major)
- Nikolaï Mikhaïlovitch Troussov (septembre 1947 – janvier 1949) (chef du service de reconnaissance-diversion)
- Matveï Vassilievitch Zakharov (janvier 1949 – juin 1952)
- Mikhaïl Alekseïevitch Chaline (juin 1952 – août 1956)
- Sergueï Matveïevitch Chtemenko (août 1956 – octobre 1957)
- Mikhaïl Alekseïevitch Chaline (octobre 1957 – décembre 1958)
- Ivan Aleksandrovitch Serov (décembre 1958 – février 1963)
- Piotr Ivanovitch Ivachoutine (mars 1963 – juillet 1987)
- Vladlen Mikhaïlovicth Mikhaïlov (juillet 1987 – octobre 1991)
- Ievgueni Leonidovitch Timokhine (août 1991 – août 1992)

### Organigramme
Au cours de l'histoire de son existence, la structure de la GRU a connu plusieurs réformes. Dans les années 1970, elle était divisée en directions (russe : управление). Les directions chargées de la recherche et du traitement du renseignement étaient divisées en secteurs (russe : направления) et départements (russe : отдел), eux-mêmes divisés en sections (russe : секции). 
La GRU avait sept directions et diverses branches de recherche de renseignement. Quatre directions et quatre secteurs étaient spécialisés dans la recherche de renseignement humain par le recrutement et le traitement d'agents. Ces directions avaient environ 300 officiers au Centre (quartier-général) du GRU et autant à l'étranger. 
- 1re direction : Europe Occidentale. Divisée en cinq secteurs, chacun couvrant plusieurs pays.
- 2e direction : Amérique du Nord et du Sud.
- 3e direction : Asie.
- 4e direction : Afrique et Moyen-Orient.
- 1er secteur : renseignement à partir de Moscou. Les officiers de ce secteur s'occupaient du recrutement d'agents parmi les attachés militaires étrangers, les militaires, les délégations scientifiques, les hommes d'affaires et d'autres étrangers lors de visites à Moscou. Une autre fonction de ce secteur était de poster des officiers de la GRU dans les institutions officielles telles que le ministère des Affaires étrangères, l'Académie des sciences, Aeroflot, etc. Ces officiers utilisaient ensuite ces postes comme couvertures officielles à l'étranger.
- 2e secteur : renseignement à Berlin-Est et Berlin-Ouest.
- 3e secteur : renseignement dans les mouvements de libération nationale et les organisations terroristes.
- 4e secteur : renseignement à partir de Cuba, en priorité contre les États-Unis, en coopération avec les services cubains. Il dupliquait souvent les activités de la 2e direction de la GRU.

Les autres branches de direction de recherche du renseignement étaient les suivantes : 
- 5e direction, ou direction du renseignement opérationnel et tactique : dirigeait l'activité des directions du renseignement des états-majors des cinq districts militaires et de la marine, qui elle-même dirigeait les directions du renseignement des quatre flottes.
- 6e direction : renseignement électronique. Les officiers de cette direction maniaient des postes d'interception faisant partie des rézidientoura dans les capitales étrangères. Elle contrôlait également les régiments de renseignement électronique stationnés sur le territoire soviétique ainsi que les services de renseignement électronique des districts militaires et des flottes.

Outre la 6e direction, plusieurs autres services participaient au renseignement électronique. Ainsi, le poste de commandement du GRU, qui effectuait une veille permanente à la recherche de signes d'une attaque imminente contre l'URSS, recevait les renseignements de la 6e direction. La direction de l'information évaluait les rapports provenant de la 6e direction. Le service du chiffre faisait la cryptanalyse des messages chiffrés interceptés. Il dépendait directement du directeur de la GRU et était situé à l'avenue Komsomol à Moscou. Sa tâche principale était le décryptage des réseaux de communications militaires tactiques. Un centre informatique spécial de la GRU participait au travail de décryptage. L'institut central de recherche à Moscou de la direction opérationnelle-technique de la GRU s'occupait du développement, de la fabrication et de la maintenance des équipements de renseignement électronique. 
- La direction du renseignement spatial : responsable du renseignement satellitaire (satellites photographiques, satellites de surveillance océanique).

Les branches suivantes étaient les services dits d'information, ou analytiques :
- 7e direction : six départements analysant divers aspects et tendances de l'OTAN.
- 8e direction : analyse de différents pays du monde, indépendamment de leur appartenance ou non à l'OTAN, particulièrement des structures politiques, des armées et de l'économie.
- 9e direction : analyse des technologies militaires ; cette direction était directement liée à la commission militaro-industrielle (VPK) soviétique.
- 10e direction : analyse de l'économie militaire dans le monde, y compris le commerce des armes, la production militaire et la technologie de différents pays, la production et les stocks de ressources stratégiques.
- 11e direction : analyse des doctrines stratégiques et des forces nucléaires de tous les pays en disposant ou susceptible d'en disposer. Ce service faisait une veille des signes d'activité de toutes les forces nucléaires stratégiques dans le monde.
- 12e direction (pas d'information disponible sur cette direction)
- L'institut d'information de la GRU : analyse indépendante à partir uniquement de sources ouvertes : presse, radio et télévision.

Les branches ne participant pas à la recherche ou l'analyse du renseignement étaient dites auxiliaires :
- Département politique
- Direction du personnel
- Direction technique opérationnelle : production de matériel de renseignement (moyens de cryptographie, équipement de microphotographie, équipement radio, appareils d'écoute, armes, poisons, etc.). Plusieurs instituts de recherche et des entreprises spécialisées dépendaient de cette direction.
- Direction de l'administration : fournissait les devises pour les opérations de la GRU.
- Direction des communications : organisait les communications (radio et autres) avec les rézidientoura.
- Département des finances : supervisait les activités financières légitimes en Union soviétique.
- 1er département spécial : fournissait les faux documents (passeports, cartes d'identités, papiers militaires, documents de police, etc.).
- 8e département : service du chiffre.
- Département des archives

### Forces spéciales
Les Spetsnaz de la GRU, unités de reconnaissance créées dans les années 1950, sont des forces spéciales militaires. À l'époque, leur rôle était la lutte contre les systèmes mobiles de lancement d'armes nucléaires de type MGM-31 Pershing. Plus tard leur mission s'est étendue à des actes de sabotage, d'élimination de chefs ennemis, prise d'objectifs stratégiques, reconnaissance, etc. en temps de guerre.
Ils participèrent aux opérations militaires en Afghanistan et en Tchétchénie.
Les spetsnaz de la GRU comprennent des éléments des forces terrestres et des nageurs de combat.

## Culture populaire
- La GRU est présente dans le jeu-vidéo Metal Gear Solid 3 où le protagoniste doit assassiner un colonel renégat du GRU du nom de Volgin.